# Pan (Dragon Ball-szereplő)
Pan (パン; Hepburn: Pan) kitalált szereplő a Dragon Ball Z, Dragon Ball GT és Dragon Ball Super című anime- és mangasorozatokban. Son Gohan és Videl lánya. Szinkronhangja a japán változatban Minagucsi Júko, a magyarban Haffner Anikó.

## Története
Pan a Bills-szel vívott harcot követő hónapokban született. Herkules és Gohan azt is szeretné, ha Pan harcművész lenne. 
4 éves korában már rendszeresen körberepülte a Földet. Két ütéssel legyőzi Wild Tigert, egy nagydarab, izmos férfit a 28. Harcművészeti Világbajnokságon. 
10 évvel később Pilaf és társai eljutottak Dende palotájába, és megszerezték a fekete kristálygömböket, majd megidézték a sárkányt. Goku találkozik Pilaffal, aki véletlenül azt kívánja, hogy Goku változzon újra gyerekké. King Kai elmondja, hogy ezek a gömbök nem a Földön, hanem univerzumban szóródtak szét, ezért Goku, Trunks és Pan elindul az űrbe, hogy összegyűjtsék a feketecsillagos kristálygömböket. Egy robotok által uralt bolygón landolnak, ahol találnak egy Beby nevű gépmutánst. Azt hiszik hogy megölték miután felrobbantották, de Beby túlélte. A trió visszatér a Földre , ahol mindenkit Beby irányít. Miután Goku Super Saiyan 4-gyé változik, Pan, Gohan, Goten, Trunks, Herkules és Uub segítenek neki legyőzni Bebyt.
Segít a Super 17 elleni küzdelemben, de végül legyőzi őt az android.
Miután Goku és C-18 legyőzi Super C-17-et, megpróbálják megidézni Shenront, de megjelenik Gonosz Shenron, és megidézi az Árnyéksárkányokat, hogy elpusztítsák a Földet. Pan segít Gokunak és Vegitának legyőzni gonosz sárkányokat.

## Megjelenés
Gyermekként rövid, tinédzserként vállig érő fekete haja van. Piros felsőt, narancssárga kendőt, szürke farmernadrágot, sötétszürke csizmát, és kesztyűt visel.

## Képességek
Csillagharcos származásából adódóan Pan rendkívül nagy harci potenciállal rendelkezik, nagy erőre, sebességre, és ki feletti uralomra tett szert.

### Technikák, képességek
- Kí-érzékelés/rejtés
- Bukujutsu (repülés)
- Kamehameha
- Masenko
- Kí-lövések
- Képes szuper-csillagharcossá átalakulni (Dragon Ball Heroes-ban)